# 54610 Toichisakata
54610 Toichisakata è un asteroide della fascia principale. Scoperto nel 2000, presenta un'orbita caratterizzata da un semiasse maggiore pari a 2,721618 UA e da un'eccentricità di 0,203973, inclinata di 8,893964° rispetto all'eclittica.